# Clara Reust
Clara Reust (* 1916; † 2000) war eine Schweizer Rassehygienikerin und die zweite Verantwortliche des rassenhygienisch-rassistischen sogenannten Kinderhilfswerks Kinder der Landstrasse der schweizerischen Stiftung Pro Juventute.

## Leben
Clara Reust schloss 1944 eine Ausbildung an der Sozial-Caritativen Frauenschule Luzern mit einer Diplomarbeit über Soziale Leistungen der Glarner Industrie ab. Später arbeitete sie als Fürsorgerin beim Seraphischen Liebeswerk in Luzern. Danach arbeitete sie als selbsternannter Vormund für Pro Juventute. Sie löste ab 1959 Alfred Siegfried als Leiterin der Kinder der Landstrasse ab. Mit Siegfried zusammen war sie Hauptverantwortliche für die dort geübten Praktiken an Fahrenden. Inzwischen gibt es Stimmen innerhalb der katholischen Kirche, die die Kindswegnahmen mit dem Ziel, die kulturelle Vermittlung von einer Generation zur nächsten zu verhindern, als kulturellen Genozid verurteilen. Zu ihnen zählt der Schweizer Jesuit Christoph Albrecht. 1973 wurde «Kinder der Landstrasse» aufgelöst und Reust verliess Pro Juventute 1975. Für ihre Taten an Fahrenden wurde sie nie gerichtlich verurteilt.
Clara Reust war eine Ordensschwester.